# عبد الله عبد العزيز المسلم
عبد الله عبد العزيز المسلم (12 يوليو 1995)  ممثل  كويتي .

## عن حياته
هو الأبن الأكبر للفنان عبد العزيز المسلم وعمه الفنان عادل المسلم. شارك في العديد من المسلسلات والمسرحيات .

## أعماله

### في التلفزيون (مسلسلات)
- كسرة ظهر
- محمد علي رود
- الديرفة
- عودة خالتي
- عند شارع 9

### في المسرح
| سنة الإنتاج | المسلسل                 | بمشاركة                                            |
| ----------- | ----------------------- | -------------------------------------------------- |
| 1999        | قصر الرعب               | عبدالعزيز المسلم ،جمال الردهان ،غانم الصالح        |
| 2008        | الحاسة السادسة          | عبد العزيز المسلم ،أحمد إيراج ،مرام البلوشي        |
| 2010        | بيت المرحوم             | انتصار الشراح ،عادل المسلم ،محمد العجيمي           |
| 2011        | الكابوس                 | عبد الرحمن العقل ،حسن البلام ،انتصار الشراح        |
| 2011        | الزوج يريد تغيير المدام | عبد العزيز المسلم ،جمال الردهان ،إلهام الفضالة     |
| 2012        | مثلث برمودا             | عبد العزيز المسلم ،انتصار الشراح ،عبد الرحمن العقل |
| 2013        | مصاص الدماء 3           | حسن البلام ،جمال الردهان ،مشاري البلام             |
| 2014        | الياخور                 | حسن البلام ،أحمد العونان ،عبدالعزيز النصار         |
| 2015        | مسرحية 2021             | عبد العزيز المسلم ،جمال الردهان ،باسمة حمادة       |
| 2015        | البيت المسكون 3         | عبد العزيز المسلم ،باسمة حمادة ،هيا الشعيبي        |
| 2019        | خطوات الشيطان           | عبدالعزيز المسلم ،انتصار الشراح ،فوز الشطي         |

### في  الإنتاج
- مسرحية مثلث برمودا

## روابط خارجية
- عبد الله عبد العزيز المسلم على موقع قاعدة بيانات الأفلام العربية